# Corunna (Indiana)
Corunna es un pueblo ubicado en el condado de DeKalb en el estado estadounidense de Indiana. En el Censo de 2010 tenía una población de 254 habitantes y una densidad poblacional de 566,88 personas por km².

## Geografía
Corunna se encuentra ubicado en las coordenadas 41°26′9″N 85°8′38″O / 41.43583, -85.14389. Según la Oficina del Censo de los Estados Unidos, Corunna tiene una superficie total de 0.45 km², de la cual 0.45 km² corresponden a tierra firme y (0%) 0 km² es agua.

## Demografía
Según el censo de 2010, había 254 personas residiendo en Corunna. La densidad de población era de 566,88 hab./km². De los 254 habitantes, Corunna estaba compuesto por el 94.88% blancos, el 0.39% eran afroamericanos, el 0.39% eran amerindios, el 0.39% eran asiáticos, el 0% eran isleños del Pacífico, el 2.36% eran de otras razas y el 1.57% pertenecían a dos o más razas. Del total de la población el 4.33% eran hispanos o latinos de cualquier raza.